# Stewart (Minnesota)
Stewart és una població dels Estats Units a l'estat de Minnesota. Segons el cens del 2000 tenia 564 habitants.

## Demografia
Segons el cens del 2000, Stewart tenia 564 habitants, 241 habitatges, i 146 famílies. La densitat de població era de 268,8 habitants per km².
Dels 241 habitatges en un 35,3% hi vivien nens de menys de 18 anys, en un 48,1% hi vivien parelles casades, en un 9,5% dones solteres, i en un 39,4% no eren unitats familiars. En el 34,9% dels habitatges hi vivien persones soles el 16,6% de les quals corresponia a persones de 65 anys o més que vivien soles. El nombre mitjà de persones vivint en cada habitatge era de 2,34 i el nombre mitjà de persones que vivien en cada família era de 3,05.
Per edats la població es repartia de la següent manera: un 27,3% tenia menys de 18 anys, un 8,5% entre 18 i 24, un 29,3% entre 25 i 44, un 19,3% de 45 a 60 i un 15,6% 65 anys o més.
L'edat mediana era de 35 anys. Per cada 100 dones de 18 o més anys hi havia 99 homes.
La renda mediana per habitatge era de 38.542 $ i la renda mediana per família de 42.222 $. Els homes tenien una renda mediana de 28.864 $ mentre que les dones 23.036 $. La renda per capita de la població era de 16.512 $. Entorn del 4,6% de les famílies i el 7,1% de la població estaven per davall del llindar de pobresa.

## Poblacions més properes
El següent diagrama mostra les poblacions més properes.